# Tesla Energy
Tesla Energy Operations, Inc. é a divisão de energia limpa da Tesla, Inc. que desenvolve, fabrica, vende e instala sistemas de geração de energia solar fotovoltaica, produtos de armazenamento de energia de bateria e outros produtos e serviços relacionados para clientes residenciais, comerciais e industriais.
A divisão foi fundada em 30 de abril de 2015, quando o CEO da Tesla, Elon Musk, anunciou que a empresa aplicaria a tecnologia de bateria desenvolvida para carros elétricos a um sistema doméstico de armazenamento de energia chamado Powerwall. Em novembro de 2016, a Tesla adquiriu a SolarCity, em um negócio de US$ 2,6 bilhões, e adicionou a geração de energia solar aos negócios da Tesla Energy.
Em 2022, a empresa implantou sistemas de energia solar capazes de gerar 348 megawatts (MW), um aumento de 1% em relação a 2021, e implantou 6,54 gigawatts-hora (GWh) de produtos de armazenamento de energia em baterias, um aumento de 62% em relação a 2021. A divisão gerou US$ 3,91 bilhões em receita em 2022, um aumento de 40% em relação a 2021.

## História

### A expansão da Tesla no armazenamento de energia da bateria

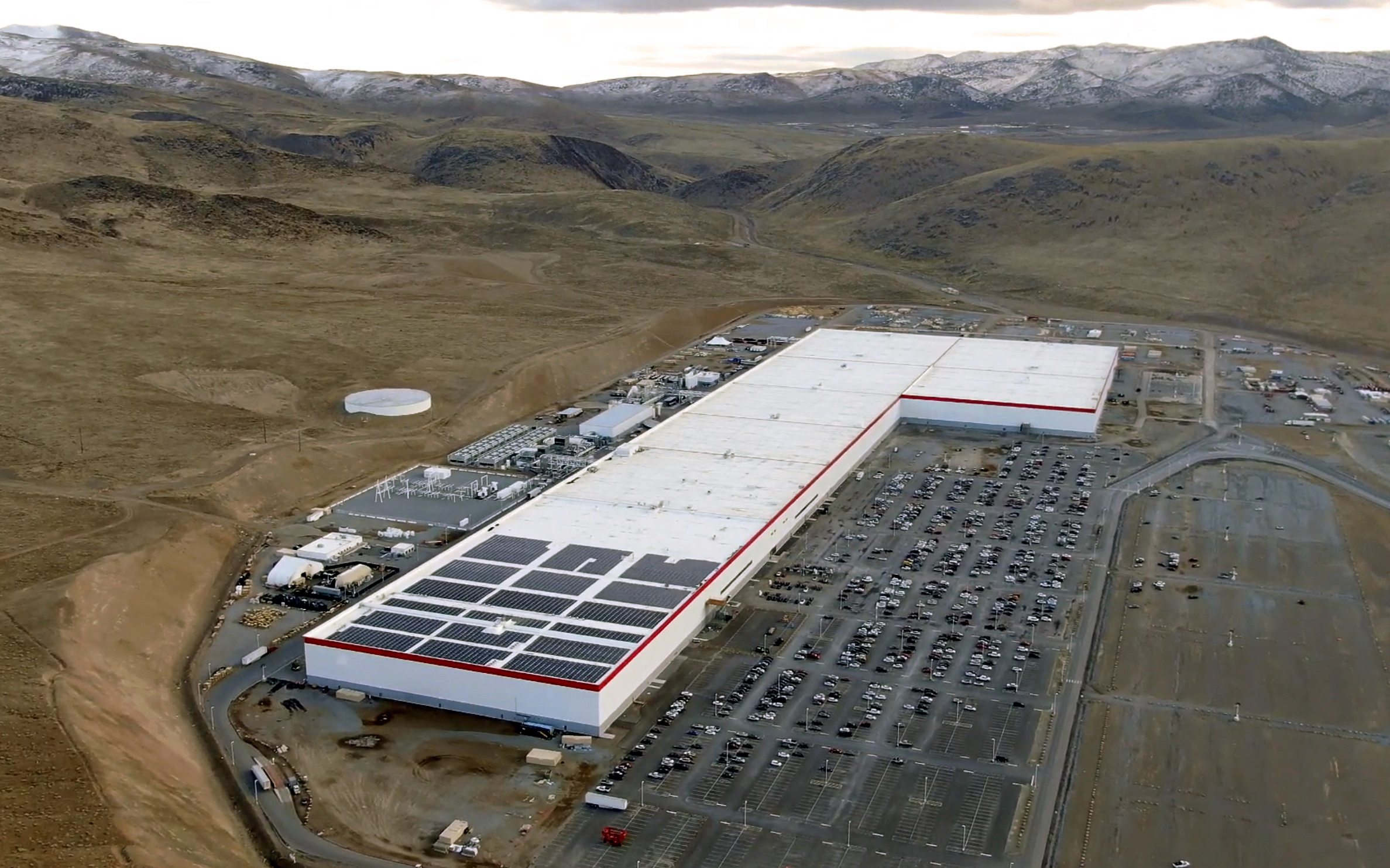
Giga Nevada, fábrica de baterias da Tesla

À medida que a Tesla, Inc. desenvolvia baterias para seu negócio de carros elétricos, a empresa também começou a experimentar o uso de baterias para armazenamento de energia. A partir de 2012, a Tesla instalou protótipos de baterias (mais tarde chamadas de Powerpack) nos locais de alguns clientes industriais. Em novembro de 2013, a Tesla anunciou que construiria a Giga Nevada, uma fábrica para produzir baterias de íon-lítio.
A marca Tesla Energy foi lançada em 30 de abril de 2015, quando o CEO Elon Musk anunciou que a empresa aplicaria sua tecnologia de bateria a um sistema doméstico de armazenamento de energia chamado Powerwall. A fábrica Giga Nevada iniciou a produção limitada de Powerwalls e Powerpacks no primeiro trimestre de 2016 usando células de bateria produzidas em outros lugares, e iniciou a produção em massa de células em janeiro de 2017. Essa tecnologia de bateria não é uma inovação do que existe no mercado, mas, segundo Musk, a empresa ofereceu um produto fácil de instalar, mais atraente, menos caro e também de fácil manutenção.

### Tesla compra SolarCity
Os irmãos Peter e Lyndon Rive, primos do CEO da Tesla, Elon Musk, fundaram a SolarCity em 2006 para vender e instalar sistemas de geração de energia solar, bem como outros produtos e serviços relacionados para clientes residenciais, comerciais e industriais. Musk sugeriu a ideia da empresa solar aos irmãos Rive e mais tarde atuou como presidente da SolarCity.
Em 2016, a SolarCity instalou sistemas de energia solar para mais de 325.000 clientes e era uma das maiores empresas de instalação solar nos Estados Unidos.
Em 1º de agosto de 2016, a Tesla anunciou que iria adquirir a SolarCity em uma aquisição de US$ 2,6 bilhões com todas as ações. A missão da Tesla desde a sua criação tem sido “acelerar a transição do mundo para a energia sustentável”. Musk disse que a compra avançaria a missão da Tesla, ajudando o mundo a passar de uma economia de mineração e queima de hidrocarbonetos para uma economia elétrica solar. O anúncio do acordo resultou numa queda de mais de 10% no preço das ações da Tesla.

### Lançamento do produto Tesla Energy
Pouco depois do anúncio da aquisição, a Tesla anunciou que construiria uma nova versão do Powerwall e também apresentou o Tesla Solar Roof, um produto de telha solar. Elon Musk apresentou os produtos utilizando as casas da Colonial Street ambientadas no backlot do Universal Studios. A apresentação teve como objetivo obter apoio dos investidores para a aquisição. Posteriormente, foi revelado que essas telhas não estavam "totalmente funcionando".
O Solar Roof seria fabricado na fábrica Giga de Nova York, inaugurada no final de agosto de 2017 e seria operada em joint venture com a Panasonic. A fábrica não foi capaz de começar a produzir as telhas em volume até março de 2020 e a Panasonic deixou a joint venture no início de 2020, antes de sair totalmente do negócio solar em janeiro de 2021.

### Mudança no modelo de negócios
A SolarCity se concentrou fortemente na venda porta a porta de sistemas alugados, onde os clientes não pagariam custos iniciais, mas concordariam em comprar da empresa a energia gerada por esses painéis por 20 anos. Os arrendamentos se tornaram o modelo de negócio solar mais popular nos EUA e fizeram da SolarCity o maior instalador residencial, mas deixaram a empresa com dívidas de mais de US$ 1,5 bilhão em 2016.
O modelo de negócios da Tesla Energy baseia-se em tornar seus sistemas “os solares de menor custo dos Estados Unidos”. Desde 2021, a empresa vende sistemas a US$ 2 por watt para painéis solares antes dos créditos fiscais federais. Tesla diz que o modelo de negócios foi possibilitado pela eliminação de vendas porta a porta, publicidade e alguns instrumentos de financiamento complexos (como arrendamento).
Como resultado da mudança no modelo de negócios, o total de instalações solares diminuiu após a aquisição da Tesla. No segundo trimestre de 2019, as instalações trimestrais da Tesla caíram para um mínimo de 29 megawatts, em comparação com a instalação de 253 megawatts da SolarCity no quarto trimestre de 2015 (antes de a Tesla adquiri-la), e em comparação com 2.013 megawatts que o líder residencial Sunrun instalou. Os analistas acreditam que a SolarCity foi "uma grande fonte de déficit de fluxo de caixa" para a Tesla em 2019.

## Produtos e serviços
A Tesla Energy desenvolve, constrói, instala e vende sistemas de geração de energia solar, produtos de armazenamento de energia de baterias, bem como outros produtos e serviços relacionados para clientes residenciais, comerciais e industriais.

### Geração de energia solar

#### Painéis solares

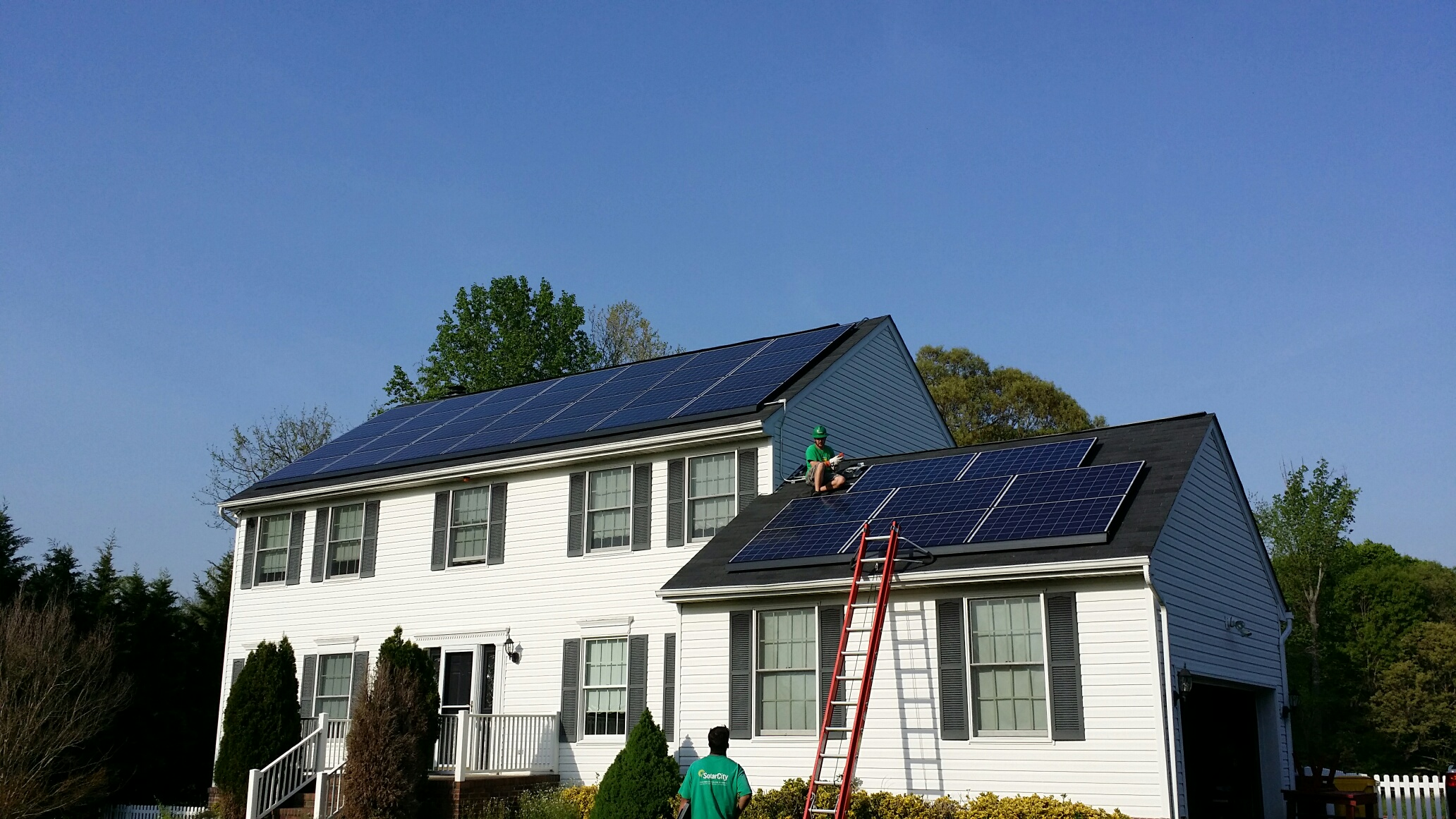
Instalação de painel solar

A Tesla Energy vende e instala painéis solares tradicionais em telhados existentes, que a empresa chama de “sistemas solares de retroajuste” (em oposição às suas telhas solares). Ao contrário de outros produtos da empresa, a Tesla Energy não constrói seus próprios painéis solares. Desde abril de  2022, a empresa usa painéis solares de marca própria da marca Tesla, construídos sob contrato pela Qcells. Anteriormente, a Tesla usava painéis da Panasonic como parte de uma parceria maior entre as empresas até a Panasonic sair do negócio solar em janeiro de 2021.

#### Telhado Solar Tesla

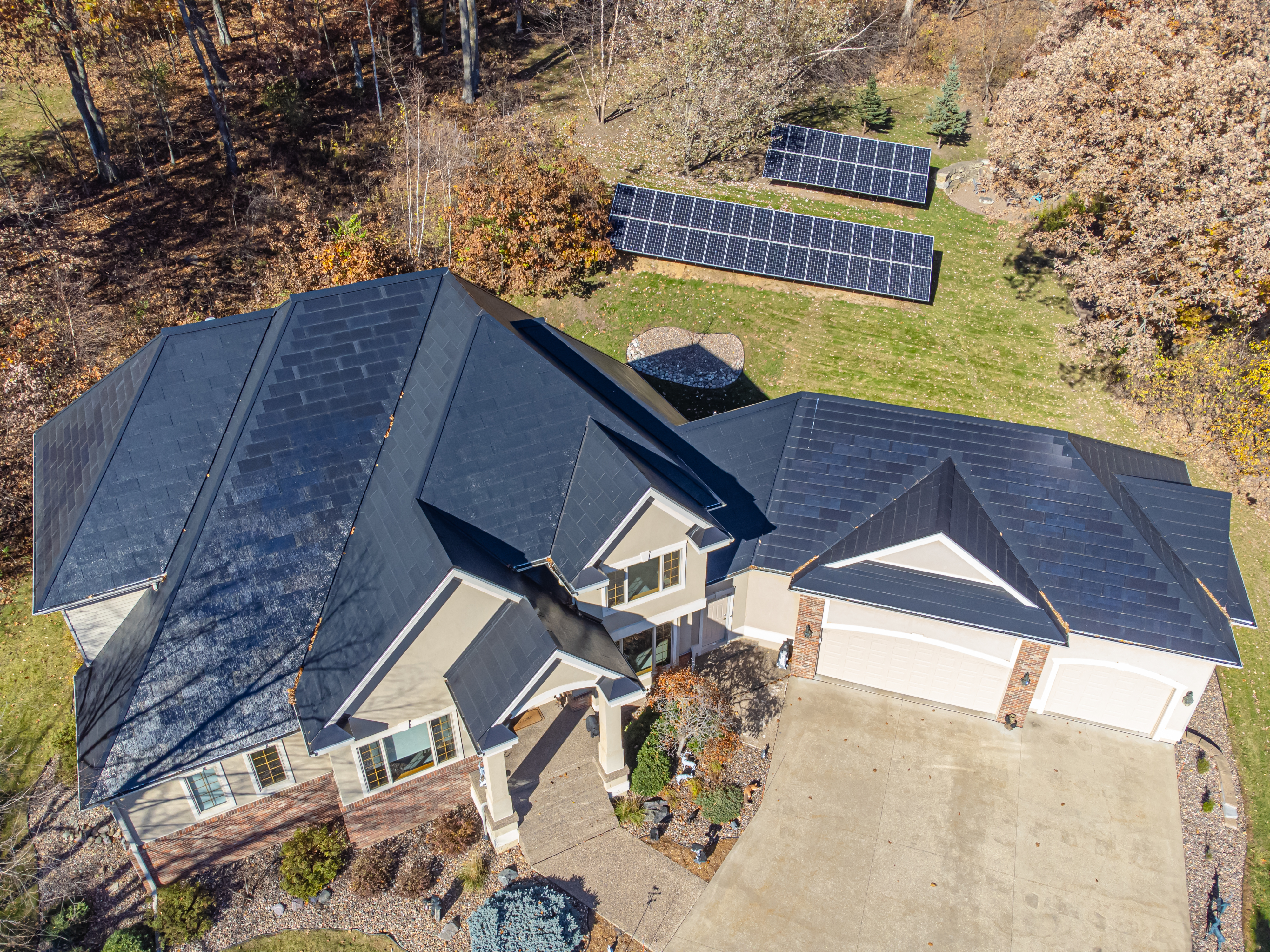
Telhado Solar Tesla

A Tesla Energy fabrica, instala e vende um produto de telha solar que chama de Tesla Solar Roof. As telhas solares são pequenas telhas de painel solar que podem constituir uma superfície inteira do telhado. O produto foi revelado pela primeira vez em agosto de 2016, mas a Tesla só conseguiu começar a produzir o Telhado Solar em volume em março de 2020.
Um relatório divulgado em março de 2023 estima que a Tesla instalou aproximadamente 3.000 telhados solares nos EUA desde o lançamento do produto em 2016, muito abaixo das projeções iniciais de vendas.

#### Inversor Solar Tesla

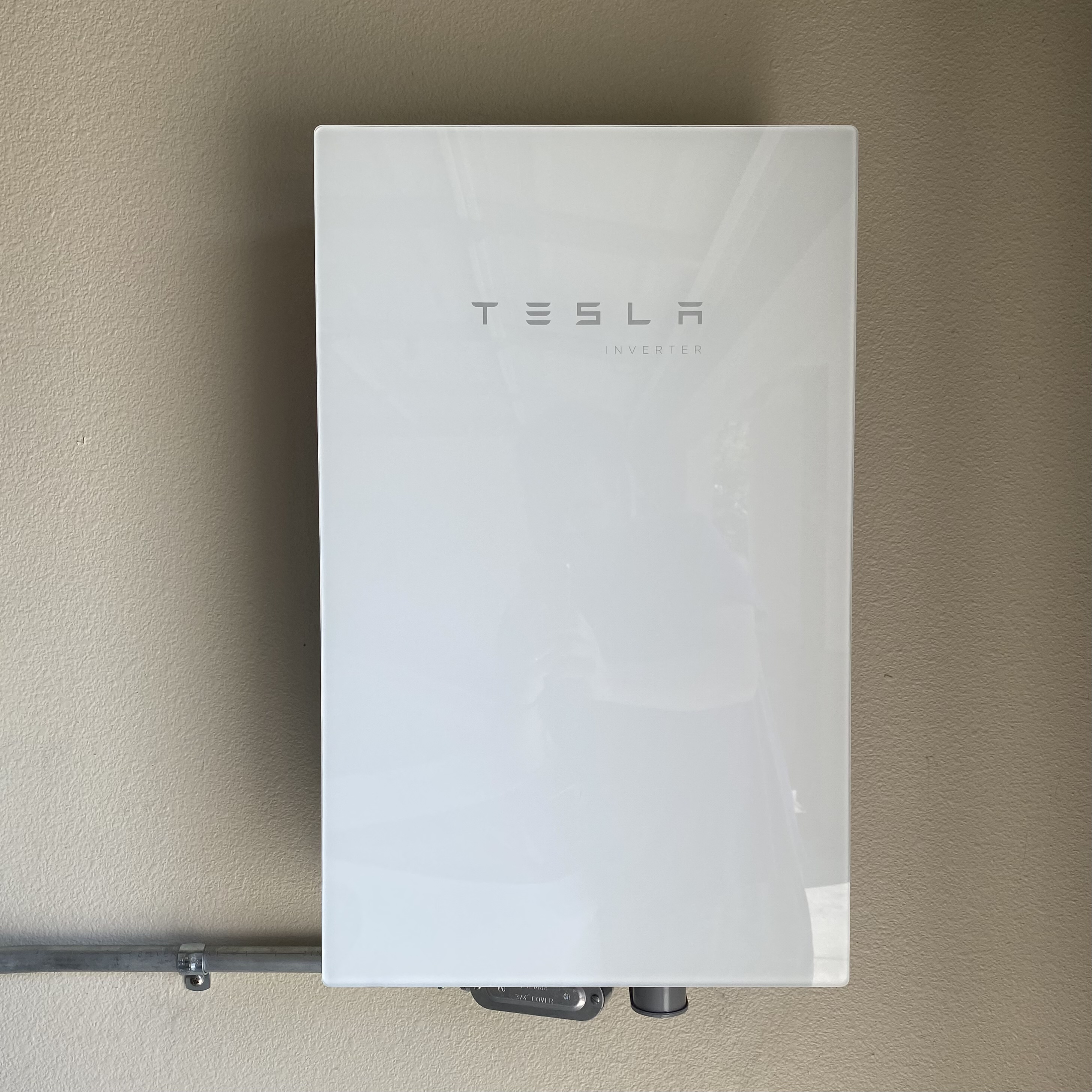
Inversor Solar Tesla

Em janeiro de 2021, a empresa lançou seu próprio inversor solar. A empresa afirma que o Tesla Solar Inverter se baseia na tecnologia desenvolvida para o Powerwall e inversores de carros elétricos. Como os carros Powerwall e Tesla, o inversor solar é capaz de receber atualizações sem fio por meio de conectividade celular integrada. EnergySage, um site de guia de compradores de energia solar, deu ao Tesla Solar Inverter uma classificação de "muito bom", geralmente elogiando o dispositivo, mas observando que suas classificações de eficiência e garantia de 12,5 anos estão atrás dos líderes do setor.
A versão anterior do inversor vinha em dois tamanhos: um com 3,8 kW de potência, dois rastreadores de ponto de potência máxima e eficiência de 97,5%, e outro com 7,6 kW de potência, quatro rastreadores de ponto de potência máxima e uma eficiência de 98%.

### Armazenamento de energia da bateria

#### Power Wall da Tesla

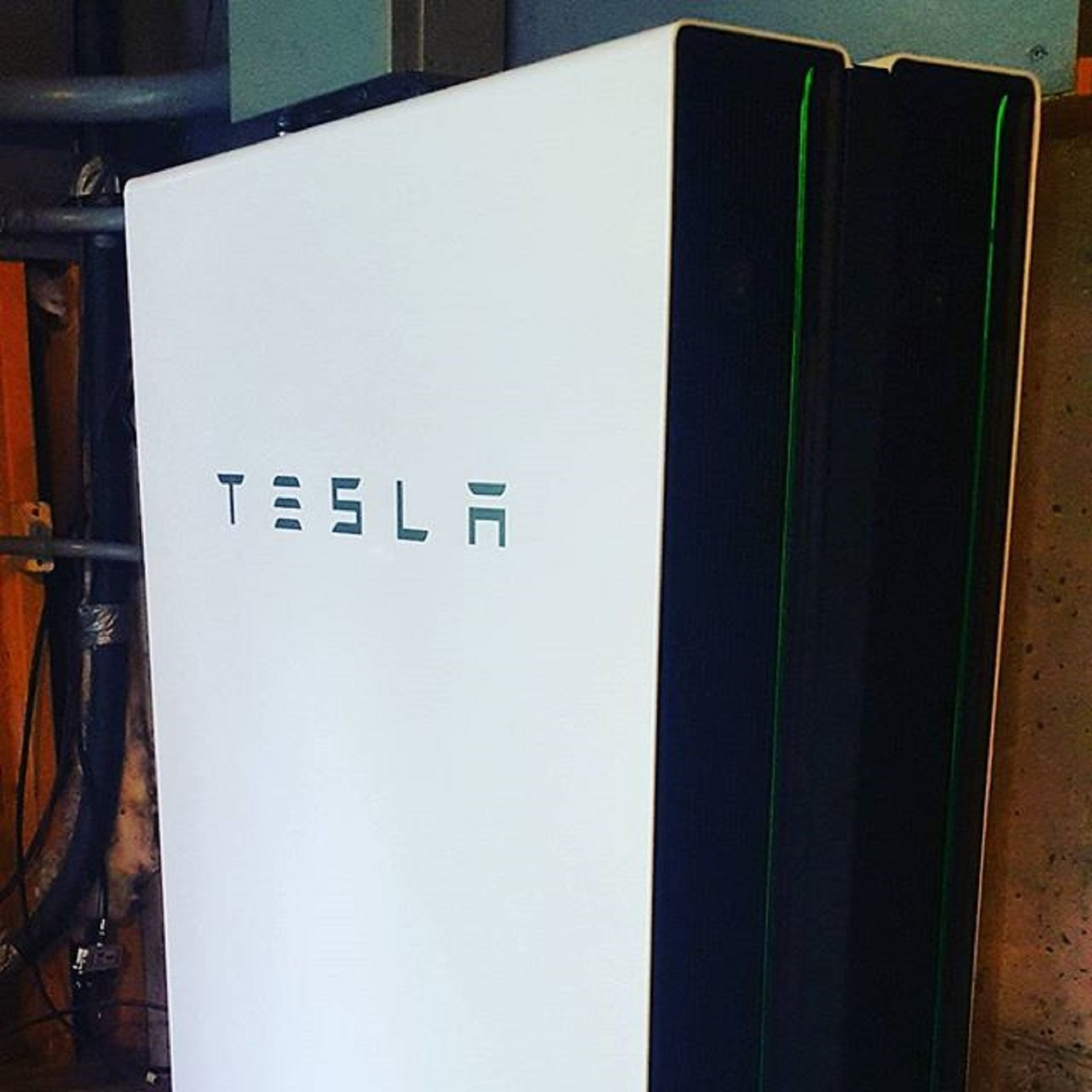
Dois dispositivos Tesla Powerwall 2 em configuração “empilhada” em uma casa em Nova York

Um sistema Powerwall pode ser composto por até 10 Powerwalls, incluindo uma combinação de Powerwall+ e Powerwalls tradicionais. Em áreas onde os códigos de construção permitem, até três destes dispositivos podem ser “empilhados” da frente para trás para ocupar menos espaço.
O Powerwall+ combina as funções de um Powerwall 2, do Tesla Solar Inverter e de um Backup Gateway (um controlador de sistema e chave de transferência). A combinação simplifica a instalação e permite um fornecimento de energia ainda maior durante períodos de pleno sol.

#### Megapacote Tesla
O Tesla Megapack é um dispositivo de armazenamento de energia com bateria de íon de lítio recarregável em grande escala, destinado ao uso por uma empresa ou concessionária de energia elétrica.

### Serviços relacionados
Para clientes de grande escala, a Tesla Energy opera uma plataforma online que permite a negociação de energia automatizada e em tempo real, previsão de demanda e controle de produtos. Em março de 2021, a empresa disse que seus produtos online gerenciavam mais de 1,2 GWh de armazenamento. Para clientes domésticos, a empresa opera uma empresa de energia virtual no Texas chamada Tesla Electric, que utiliza as plataformas online da empresa para gerenciar os dispositivos Powerwall dos clientes, descarregando-os na rede para vender energia quando os preços estão altos, ganhando dinheiro para os clientes.

## Controvérsias e ações judiciais

### Compra da SolarCity
Alguns investidores criticaram a compra da SolarCity em 2016, chamando-a de "um esforço equivocado para resgatar duas empresas que dependem dos investidores e do governo para operar o caixa". Em 2019, vários grupos de acionistas entraram com uma ação judicial contra Musk e os diretores da Tesla, alegando que a compra da SolarCity foi feita exclusivamente para beneficiar seu primo Lyndon Rive (cofundador da SolarCity) e Elon Musk e ocorreu às custas da Tesla. e seus acionistas. Os diretores da Tesla resolveram o processo em janeiro de 2020, deixando Musk como o único réu restante. Em 2022, um tribunal de Delaware decidiu a favor de Musk.

### Processo do Walmart e Projeto Titan
Por volta do início do processo, foi revelado que Tesla havia iniciado um programa secreto, “Projeto Titan”, para substituir peças de painéis solares que poderiam causar incêndios. Ex-funcionários disseram que o Projeto Titan envolveu a substituição de duas peças que se acredita estarem causando os incêndios. Tesla disse acreditar que o Projeto Titan foi bem-sucedido na solução de problemas com os conectores e sua maior taxa de falhas.
Em 9 de novembro de 2019, foi anunciado que Walmart e Tesla haviam resolvido seu processo. Uma declaração conjunta fornecida pela Tesla afirmou que as empresas estavam “satisfeitas por terem resolvido as questões levantadas pelo Walmart” em relação às instalações.

### Incêndio do MegaPack australiano
Em julho de 2021, um incêndio ocorreu dentro de um Tesla Megapack em Victoria durante testes nas instalações da Big Battery na Austrália, uma das maiores baterias fixas do mundo. A Autoridade Australiana de Incêndios do Condado emitiu uma declaração às áreas suburbanas próximas sobre possível fumaça tóxica. A causa do incêndio foi um vazamento de refrigerante, e “o Megapack que iniciou o incêndio foi desconectado manualmente de diversos sistemas de monitoramento, controle e coleta de dados porque estava em testes no momento do incidente”.

### Atrasos no telhado solar e aumento de preços
Em agosto de 2017, a produção limitada de telhas para o Telhado Solar começou na fábrica da empresa Giga New York em Buffalo, Nova York. Após testes nos telhados dos funcionários, a Tesla anunciou em janeiro de 2018 que começaria a instalar o produto “nos próximos meses”, mas em julho de 2019, a empresa tinha concluído apenas cerca de uma dúzia de telhados. Em outubro de 2019, foi relatado que a Tesla "ainda estava mexendo no produto três anos após anunciar o conceito, tendo feito instalações de teste com duas iterações diferentes até agora". A Tesla só conseguiu começar a produzir o Telhado Solar em volume em março de 2020.
Em 11 de abril de 2021, a Tesla enviou uma mensagem a muitos clientes que encomendaram seus telhados (incluindo clientes que assinaram contratos há mais de um ano) informando-os de um aumento de custo de cerca de 30% para todos os projetos, incluindo alguns que já tinha uma data de início acordada.
Em 26 de abril de 2021, Elon Musk admitiu que a empresa cometeu "erros significativos" em seu projeto de telha solar, inclusive que não previu o problema de "avaliar a dificuldade de certos telhados [conforme a] complexidade dos telhados varia".
Enfrentando uma ação coletiva movida por clientes do Solar Roof, a Tesla revelou que planejava permitir que alguns clientes que assinaram contratos antes das alterações de preço de abril de 2021 voltassem ao preço original.